# Paul Sattel
Paul Sattel (* 29. Dezember 1905 in Ludwigshafen am Rhein; † 31. Oktober 1960 in Speyer) war ein deutscher Orgelbauer mit Werkstattsitz in Speyer.

## Leben
Paul Sattel lernte das Orgelbauhandwerk bei Franz Kämmerer in Speyer und legte 1934 seine Meisterprüfung ab. Zunächst machte er sich 1934 in Hochspeyer selbstständig, 1938 siedelte er seine Werkstatt nach Speyer um. Die Firma Sattel erlosch mit dem Tod des Inhabers 1960. Sattels Werkstatt wurde anschließend von seinem früheren Lehrling und Gesellen Hugo Wehr übernommen und in dessen Heimatort Haßloch umgesiedelt. 

## Werkliste (Auszug)
| Jahr | Ort                                     | Gebäude                       | Bild | Manuale | Register | Bemerkungen |
| ---- | --------------------------------------- | ----------------------------- | ---- | ------- | -------- | --- |
| 1936 | Minfeld                                 | St. Laurentius                |      | II/P    | 14 (16)  | [ 2 ] |
| 1936 | Rockenhausen                            | St. Sebastian                 |      | II/P    | 29       | |
| 1937 | Schneckenhausen                         | St. Wendelinus                |      | II/P    | 16       | |
| 1938 | Ormesheim                               | St. Mauritius                 |      | II/P    | 28       | |
| 1939 | Kröppen                                 | St. Jakobus der Ältere        |      | II/P    | 12 (14)  | leicht verändert erhalten. |
| 1940 | Worms                                   | Dom St. Peter                 |      | II/P    | 34       | 1985 durch die heutige Klais-Orgel ersetzt. |
| 1941 | Ballweiler                              | St. Josef                     |      | II/P    | 18       | |
| 1941 | Kirkel-Neuhäusel                        | St. Josef                     |      | II/P    | 14       | nicht erhalten; die Kirche wurde 1964 neu gebaut und erhielt 1975 die heutige Mayer-Orgel                                                                           |
| 1942 | Ramsen (Pfalz)                          | Mariä Himmelfahrt             |      | II/P    | 18       | |
| 1942 | Gauersheim                              | Protestantische Kirche        |      | II/P    | 12       | |
| 1946 | Speyer                                  | Dom St. Maria und St. Stephan |      | IV/P    | 83       | 1941 begonnen, bedingt durch den Zweiten Weltkrieg erst 1946 vollendet. 1961 durch die Scherpf-Orgel ersetzt, dabei wurden einige Pfeifen Sattels wieder verwendet. |
| 1948 | Hambach (Neustadt an der Weinstraße)    | St. Jakobus                   |      | II/P    | 28       | im historischen Gehäuse von Seuffert 1751/52; 1979 durch einen Neubau von Späth ersetzt                                                                             |
| 1948 | Weselberg                               | Mariä Empfängnis              |      | II/P    | 20       | |
| 1949 | Rodalben                                | St. Josef                     |      | III/P   | 35       | |
| 1950 | Burrweiler                              | St.-Anna-Kapelle              |      | II/P    | 11       | 1975 umgesetzt nach St. Josef Kirchheimbolanden; St. Josef wurde 2009 profaniert und 2010 abgerissen; Verbleib des Instruments ungeklärt.                           |
| 1951 | Bechhofen (Pfalz)                       | St. Michael                   |      | II/P    | 17       | |
| 1952 | Fischbach bei Dahn                      | St. Bartholomäus              |      | II/P    | 22       | |
| 1953 | Schifferstadt                           | St. Laurentius                |      | III/P   | 34       | |
| 1953 | Queichheim                              | Mariä Himmelfahrt             |      | III/P   | 34       | |
| 1954 | Speyerdorf (Neustadt an der Weinstraße) | Prot. Kirche                  |      | II/P    | 9        | aus Teilen einer Walcker-Orgel von 1867 erbaut |
| 1955 | Merten (Eitorf)                         | St. Agnes                     |      | II/P    | 15       | |
| 1955 | Uckerath                                | St. Johannes der Täufer       |      | II/P    | 24       | 1984 durch die heutige Oberlinger-Orgel ersetzt. |
| 1957 | Donsieders                              | Herz Jesu                     |      | II/P    | 7        | |